# 多頻
多频是指手机（无线手提电话）可同時支援使用同一種技術之不同波段。

## 雙頻
最初歐洲GSM使用之波段為900MHz，後來個人通訊服務 (PCS) 使用1800MHz，能同時使用此兩個波段就稱為「雙頻」；北美起初主要使用1900MHz，連同新增之850MHz亦稱為雙頻。

## 三頻
能同時使用歐洲GSM/PCS 900/1800 及北美之1900 波段稱為「三頻」。
能同時支援GSM雙頻及UMTS亦可稱為三頻。

## 四頻
四频（英文：Quad band）是GSM手机（无线手提电话）的四波段（850MHz、900MHz、1800MHz和1900MHz) 。Quad有中文「四」的意思，band在电信专业名词中解释为波段。目前欧洲和亚洲的手机服务供应商多使用900MHz或1800MHz波段，北美手机服务供应商主要使用1900MHz作为GSM手机网络频率，850MHz是一种较新的波段。如有手机同時支援以上四種波段就稱為「四頻」，可作漫游。